# Hårssjön
Hårssjön är en sjö i Härryda kommun och Mölndals kommun i Västergötland och ingår i Kungsbackaåns huvudavrinningsområde. Sjön är 2,1 meter djup, har en yta på 0,536 kvadratkilometer och är belägen 40,1 meter över havet. Sjön avvattnas av vattendraget Intagsbäcken. Under en längre period har sjön hetat Hålsjön på Lantmäteriets kartor men den har på 2000-talet återfått sitt ursprungliga namn officiellt. Sjön ligger nära Tulebo i Mölndals kommun och byn Hårskeröd i Härryda kommun. Den är i sin helhet belägen inom Hårssjön-Rambo mosse naturreservat.

## Delavrinningsområde
Hårssjön ingår i det delavrinningsområde (639500-127805) som SMHI kallar för Utloppet av Tulebosjön. Medelhöjden är 67 meter över havet och ytan är 10,21 kvadratkilometer. Det finns inga avrinningsområden uppströms utan avrinningsområdet är högsta punkten. Intagsbäcken som avvattnar avrinningsområdet har biflödesordning 2, vilket innebär att vattnet flödar genom totalt 2 vattendrag innan det når havet efter 20 kilometer. Avrinningsområdet består mestadels av skog (63 procent) och öppen mark (15 procent). Avrinningsområdet har 0,87 kvadratkilometer vattenytor vilket ger det en sjöprocent på 5,7 procent. Bebyggelsen i området täcker en yta av 0,78 kvadratkilometer eller 5 procent av avrinningsområdet.